# La ragazza fuoristrada
La ragazza fuoristrada è un film del 1973 diretto da Luigi Scattini.

## Trama

Un primo piano di Zeudi Araya

Giorgio Martini, un giornalista pubblicitario recatosi per un servizio in Egitto, si innamora di una bella ragazza nubiana. La porta con sé a Ferrara, la presenta ai suoi genitori e, nonostante la loro perplessità, la sposa. L’ingenuità, la spontaneità e la sincerità di Maryam irrompono in questa città di provincia scontrandosi con un ambiente ipocrita, meschino e razzista. Sarà quindi vittima del crudele gioco di un'ex amante del giornalista e di uno scherzo combinato da due amici respinti. Giorgio, pensando che Maryam l’abbia tradito, inizia a trascurarla. Lei, dopo aver abortito, lo abbandona e torna tra la sua gente.

## Colonna sonora
La colonna sonora fu composta da Piero Umiliani che pubblico anche il relativo album con la personale etichetta discografica.
Lato A
1. Volto di donna – 3:27
2. Nostalgia – 3:20
3. Nostalgia – 3:17
4. Volto di donna – 3:30
5. Nostalgia – 3:25
6. Volto di donna – 2:26

Durata totale: 19:25
Lato B
1. Le ore che contano – 5:03
2. Volto di donna – 3:27
3. Il tuo volto – 2:03
4. La rinuncia – 2:29
5. Cantata per Maryam – 1:53
6. Volto di donna – 3:27

Durata totale: 18:22